# Ratpenat frugívor de Peters
El ratpenat frugívor de Peters (Cynopterus luzoniensis) és una espècie de ratpenat de la família dels pteropòdids. Viu a Indonèsia i les Filipines. El seu hàbitat natural són els boscos secundaris de plana i de muntanya, però també és comú a les zones agrícoles. És una espècie en risc mínim, és a dir, no sembla que hi hagi cap amenaça significativa per a la seva supervivència.